# Stenotarsus angustulus
Stenotarsus angustulus is een keversoort uit de familie zwamkevers (Endomychidae). De wetenschappelijke naam van de soort werd in 1858 gepubliceerd door Gerstascker.